# Frieseomelitta languida
Frieseomelitta languida är en biart som beskrevs av Jesus Santiago Moure 1989. Frieseomelitta languida ingår i släktet Frieseomelitta och familjen långtungebin. Inga underarter finns listade i Catalogue of Life.